# Мамонтова, Вера Саввична
Вера Саввична Мамонтова, в браке Самарина (20 октября 1875 — 27 декабря 1907) — дочь знаменитого русского купца Саввы Ивановича Мамонтова, модель картины Валентина Серова «Девочка с персиками», для которой позировала в возрасте 11 лет. Также её портреты были написаны Виктором Васнецовым, Николаем Кузнецовым и Михаилом Врубелем.
Домашние прозвища и уменьшительные имена, под которыми она встречается в воспоминаниях — Веруша и Яшка.

## Модель картин
Старший брат Веры Всеволод вспоминал: «Трогательно дружил он Валентин Серов с моими сёстрами, которые были много моложе его, и при этом удивительно добродушно переносил всяческие их проказы… На почве этой дружбы и явилась на свет знаменитая серовская „Девочка с персиками“, один из перлов русской портретной живописи. Только благодаря своей дружбе удалось Серову уговорить мою сестру Веру позировать ему. Двенадцатилетнюю жизнерадостную, бойкую девочку в летний погожий день так тянет на волю, побегать, пошалить. А тут сиди в комнате за столом, да ещё поменьше шевелись. Эта работа Серова потребовала много сеансов, пришлось сестре долго позировать для неё. Да Валентин  и сам признавал медленность своей работы, очень этим мучился и впоследствии говорил сестре, что он её неоплатный должник».
Виктор Васнецов, вспоминая о создании своей картины «Алёнушка», писал так: «…Но не скрою, что я очень вглядывался в черты лица, особенно в сияние глаз Веруши Мамонтовой, когда писал „Алёнушку“».
На рисунке Врубеля фигурирует как «Тамара в гробу».

## Семья
Муж — Александр Дмитриевич Самарин (1868—1932). Брак состоялся 26 января 1903 года, после долгого сопротивления родни жениха, так как его род был дворянским.
Дети:
- Юрий (1904—1965), филолог[5].
- Елизавета, в замужестве Чернышёва (1905—1985), автор мемуаров.
- Сергей (1907—1913)

Правнучка
- Екатерина (Чернышёва) (род. 1963), игуменья Горненского монастыря в Иерусалиме.

Умерла от скоротечной пневмонии. В память о её кончине её вдовец построил Троицкий храм в селе Аверкиево в окрестностях Павловского Посада. Сама Вера похоронена в имении матери в Абрамцеве, около церкви Спаса Нерукотворного.